# Barbara De Rossi

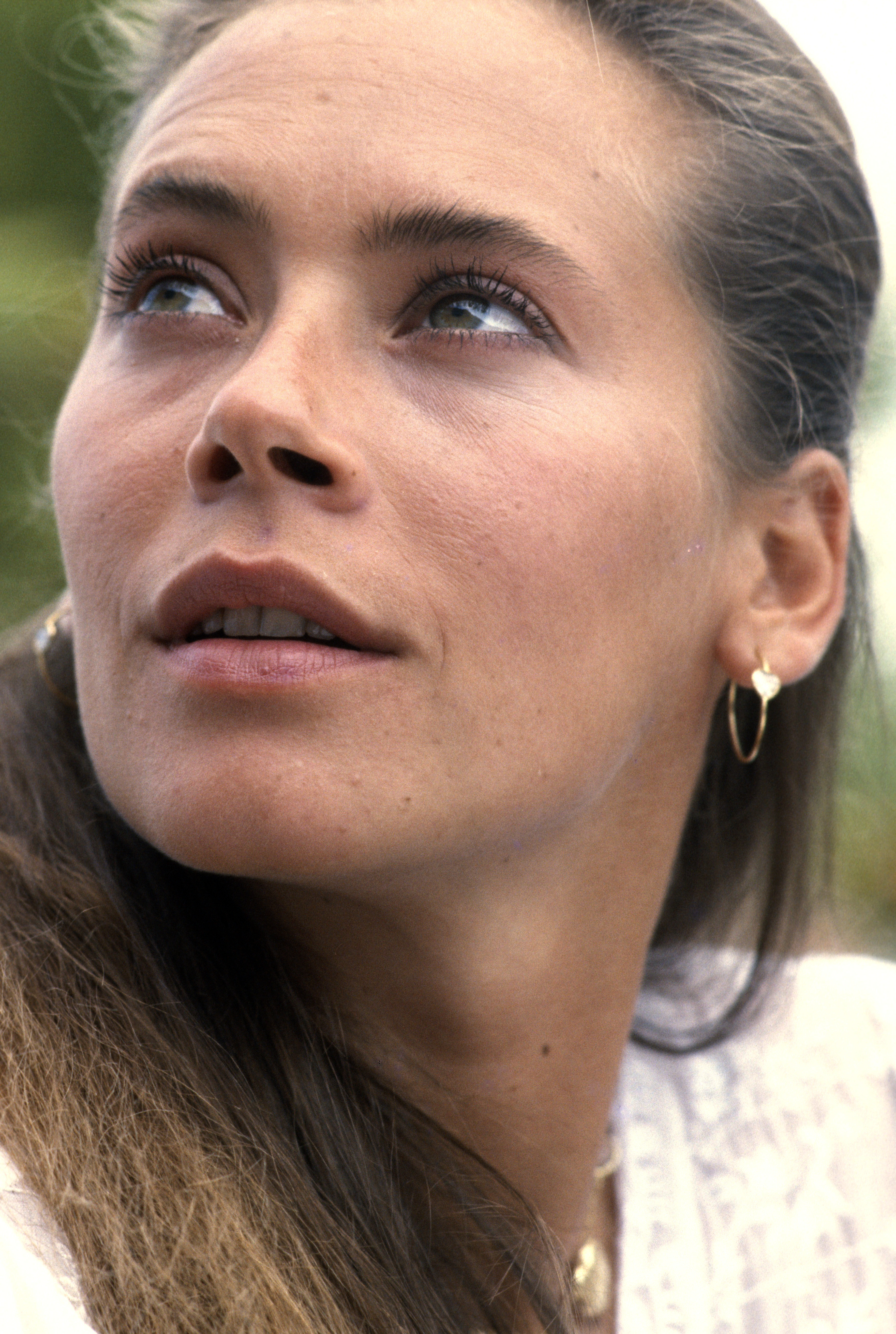
Barbara De Rossi, 1985

Barbara De Rossi (* 9. August 1960 in Rom) ist eine italienische Schauspielerin.

## Leben
Barbara De Rossi, Tochter einer Deutschen und eines italienischen Weinimporteurs, wurde in Rom geboren, verbrachte aber einen Großteil ihrer Kindheit in Rimini. 1976 gewann die damals Sechzehnjährige einen Schönheitswettbewerb. Präsident der Jury war der italienische Regisseur Alberto Lattuada, der sie 1978 in ihrem Debütfilm Bleib wie du bist (Originaltitel: Così come sei) als Tochter von Hauptdarsteller Marcello Mastroianni besetzte. Ab 1981 ist Barbara De Rossi auch in Fernsehproduktionen zu sehen. Ihre Rolle als Contessa Raffaella „Titti“ Pecci-Scialoja in der 1984 von Damiano Damiani inszenierten ersten Staffel der erfolgreichen Mafiaserie Allein gegen die Mafia (La Piovra) machte sie über Italien hinaus auch im deutschsprachigen Raum bekannt. Sie ist überwiegend in auf den italienischen Sprachraum beschränkten Fernsehserien wie Fratelli Benvenuti oder Un ciclone in famiglia zu sehen.
Barbara De Rossi war von 1988 bis zu ihrer Scheidung mit Andrea Busir Vici d Arcevla verheiratet. 1995 heiratete sie den serbischen Tänzer und Schauspieler Branko Tesanovic. Dieser Ehe entstammt eine Tochter (* 1996).

## Filmografie

### Filme
- 1978: Bleib wie du bist (Così come sei)
- 1980: La cicala
- 1983: Duell der Besten (I Paladini – storia d’armi e d’amori)
- 1985: Mamma Ebe
- 1986: Entscheidung in Cartagena (Tre giorni ai tropici)
- 1986: Nosferatu in Venedig
- 1987: Race to Danger – Diamanten in grüner Hölle
- 1988: Angela come te
- 1990: Nel giardino delle rose
- 1990: Stille Tage in Clichy (Jours tranquilles à Clichy)
- 1994: Maniaci sentimentali
- 1998: A Bedfull of Foreigners
- 2003: Babij Jar – Das vergessene Verbrechen (Babiy Yar)
- 2007: Matrimonie alla Bahamas

### Fernsehproduktionen
- 1981: Turno di notte
- 1982: Storia d’amore e d’amicizia (Fernsehserie)
- 1984: Der Leutnant und sein Richter
- 1984: Allein gegen die Mafia (La Piovra) (Fernsehreihe, 1. Staffel)
- 1985: Der Duce und ich (Mussolini and I)
- 1987: Caramelle da uno sconosciuto
- 1987: Frankensteins Tante (Fernsehserie)
- 1988: L’eterna giovinezza
- 1990: Der Notarzt – Rettungseinsatz in Rom (Pronto soccorso) (Fernsehserie)
- 1990: La storia spezzata (Fernsehserie)
- 1993: Auf Messers Schneide (La scalata) (Fernsehserie)
- 1994: Drei Tage mit dem Richter (Si, ti voglio bene) (Fernsehserie)
- 1995: Herzen im Sturm (La storia di Chiara)
- 1996: Bedrohliche Schatten (La casa dove abitava Corinne)
- 1997: Der Mädchenmord (In fondo al cuore)
- 1997: Verwirrung des Herzens (Dove comincia il sole)
- 2002: La casa dell’angelo
- 2003: Cinecittà (Fernsehserie)
- 2004–2007: La stagione dei delitti (Fernsehserie)
- 2005–2008: Un ciclone in famiglia (Fernsehserie)
- 2009: Un coccodrillo per amico
- 2010: Fratelli Benvenuti (Fernsehserie)

## Auszeichnungen
- 1983: Telegatto: für Storia d’amore e d’amicizia
- 1984: Laceno d’oro: als Beste Nachwuchsschauspielerin
- 1985: Pasinalti Award: Auszeichnung als Beste Darstellerin für Mamma Ebe
- 1992: Telegatto: für La storia spezzata